# Естуер
Естуер (фр. Estuaire) — провінція на північному заході Габону. Адміністративний центр — місто Лібревіль, яке також є столицею Габону.

## Географія
Площа провінції становить 20 740 км². На сході межує з провінцією Волю-Нтем, на півдні — з провінцією Середнє Огове, на південному заході — з провінцією Огове-Маритім, на півночі — з Екваторіальною Гвінеєю. На заході країни провінція має вихід до Гвінейської затоки.

## Населення
За даними 2013 року чисельність населення становила 904 049 осіб.
Динаміка чисельності населення провінції за роками:
| 1993    | 2013    |
| ------- | ------- |
| 463 187 | 904 049 |

## Департаменти

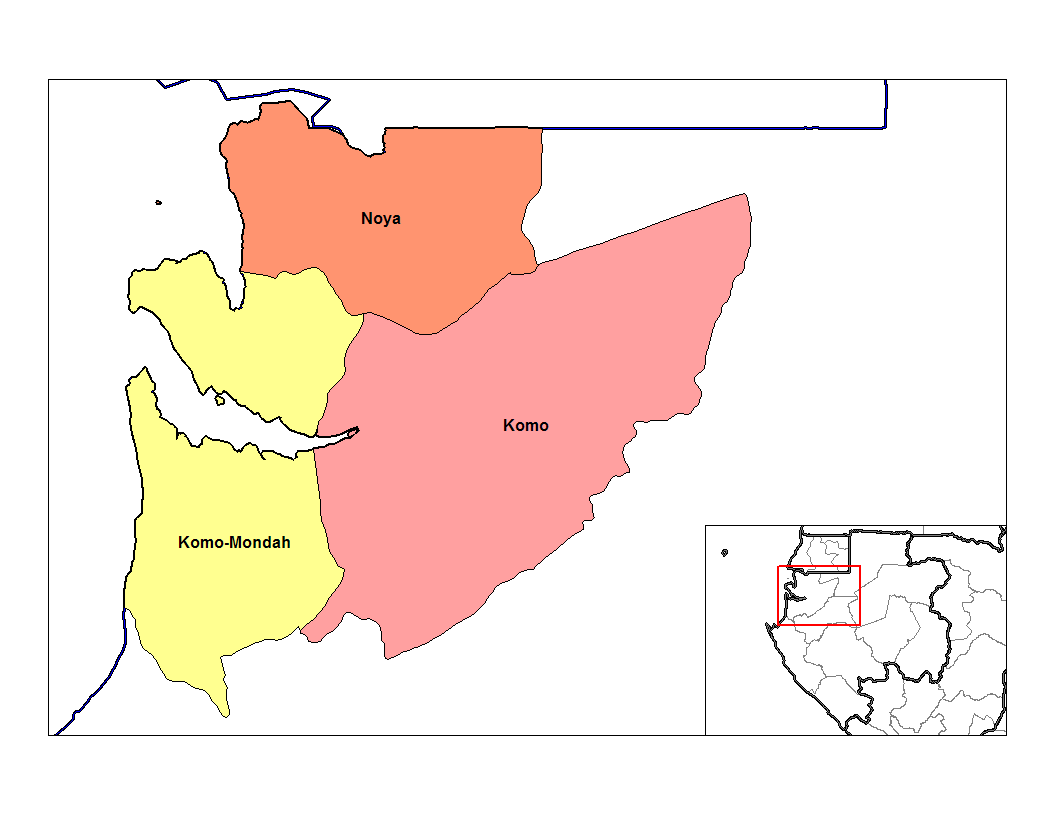
Департаменти Естуеру

- Комо (адміністративний центр — Канго) (Komo Department)
- Комо-Мондах (Нтум) (Komo-Mondah Department)
- Ноя (Кокобіч) (Noya Department)
- Кап-Естеріас (Кап-Естеріас) (Cap Estérias Department)
- Комо-Океан (Ндзомоє) (Komo-Océan Department)
- Лібревіль (Лібревіль) (Libreville)